# Christian Grommes
Christian Karl Raymund (auch Raimund) Grommes (* 31. August 1884 in Diedenhofen, Elsaß-Lothringen; † 9. September 1951 in Homburg) war ein deutscher Jurist und Politiker.

## Leben
Grommes wurde als Sohn eines Hauptzollamts-Assistenten geboren und studierte nach dem Besuch des Diedenhofener Gymnasiums Rechtswissenschaften in Straßburg, Berlin und Bonn. Während seines Studiums wurde er 1903 Mitglied der Straßburger Burschenschaft Arminia (später in Tübingen). Er bestand beide juristischen Staatsexamen und war von 1910 bis 1914 Referendar im elsass-lothringischen Justizdienst. Von 1914 bis 1919 leistete er im Ersten Weltkrieg Kriegsdienst als Leutnant bei der schweren Artillerie und geriet in US-amerikanische Gefangenschaft.
Ende 1919 trat er in die Reichsfinanzverwaltung ein, wo er anfangs als Regierungsassessor, später als Regierungsrat wirkte. Er war Vorsteher der Finanzämter Krefeld und Gemünd/Eifel und von 1922 bis 1924 des Finanzamtes Saarbrücken-Land. Von 1924 bis 1935 war er Vorsitzender der Einkommen-Berufungskommission für das Saargebiet. Von 1935 bis 1938 war Grommes als Vorsitzender der Kammer Saarbrücken des Finanzgerichts beim Landesfinanzamt Mainfranken in Würzburg und beim Oberfinanzpräsidium Württemberg in Stuttgart tätig. Da er nicht der NSDAP angehörte, wurde er bei Beförderungen übergangen, unter anderem wurde seine Bewerbung als Präsident des Oberfinanzpräsidiums Westmark (Pfalz, Saargebiet, Lothringen) abgelehnt.
1945 arbeitete er in der Finanz- und Steuerabteilung der Regierung der Rheinpfalz in Neustadt an der Weinstraße. Seit 10. August 1945 war er als Präsidialdirektor und Leiter der Abteilung Finanzen und Steuern im Regierungspräsidium Saar tätig. 1946 wurde er Mitglied der Verwaltungskommission des Saarlandes. Er gehörte keiner Partei an und war Direktor der Finanzen in der Verwaltungskommission des Saarlandes (1946/47) sowie anschließend vom 20. Dezember 1947 bis zum 14. April 1951 Minister für Finanzen und Forsten in der von Ministerpräsident Johannes Hoffmann geführten Regierung des Saarlandes (→ Kabinett Hoffmann I).